# Джозефин Хъл
Джозефин Хъл (на английски: Josephine Hull) е американска актриса. 

## Биография
Родена е на 3 януари 1877 година  в Нютънвил, Масачузетс, тя е едно от четирите деца, родени от Уилям Х. Шерууд и Мери Елизабет („Мини“) Тюксбъри.  Посещава Музикалната консерватория в Нова Англия и колежа Радклиф, и двете в района на Бостън.

### Кариера
Джозефин Хъл има успешна 50-годишна кариера на театралната сцената, заснема някои от по-известните си роли в киното. Тя печели Оскар за най-добра поддържаща женска роля и Златен глобус за най-добра поддържаща актриса за филма Харви (1950), роля, която първоначално е играла на сцената на Бродуей. Понякога тя е кредитирана като Джозефин Шерууд. 

### Личен живот
Тя се омъжва за актьора Шели Хъл (по-голям брат на актьора Хенри Хъл) през 1910 г. След смъртта на съпруга си като младеж през 1919, актрисата спира да играе до 1923 г., когато се връща към актьорството, използвайки името на мъжа си Джозефин Хъл. Двойката няма деца.

### Смърт
Джозефин Хъл умира на 12 март 1957 г. на 80-годишна възраст от мозъчен кръвоизлив. 

## Избрана филмография
| Година | Филм                    | Оригинално заглавие  | Роля             | Режисьор     |
| ------ | ----------------------- | -------------------- | ---------------- | ------------ |
| 1944   | Арсеник и стари дантели | Arsenic and Old Lace | леля Аби Брюстър | Франк Капра  |
| 1950   | Харви                   | Harvey               | Вета Луиз Симънс | Хенри Костър |